# Krzyż Zasługi Wojsk Litwy Środkowej
Krzyż Zasługi Wojsk Litwy Środkowej – polskie odznaczenie wojskowe, ustanowione uchwałą Sejmu Wileńskiego z dnia 25 lutego 1922 roku, zatwierdzoną przez Tymczasową Komisję Rządzącą Litwy Środkowej 27 marca 1922 roku dla nagrodzenia czynów męstwa i bohaterstwa.

## Zasady nadawania
Odznaczanie to było nadawane dla nagradzania osób, szczególnie wojskowych, które zasłużyły się w walkach z wojskami litewskimi na terenie Wileńszczyzny w okresie od 9 października do 19 listopada 1920.
Krzyż początkowo nadawany był przez Rząd Tymczasowy Litwy Środkowej na wniosek dowódców formacji. Po włączeniu Wileńszczyzny do Polski odznaczenie nadawała specjalna komisja.
Ostatnie oficjalne nadania krzyża miało miejsce w 1926 i wtedy też w Dzienniku Personalnym Ministerstwa Spraw Wojskowych nr 12 z 3 marca 1926 ogłoszono listę odznaczonych Krzyżem Zasługi Wojsk Litwy Środkowej. Druga lista odznaczonych, którym minister spraw wojskowych „zezwolił na przyjęcie i noszenia” krzyża, została ogłoszona 11 listopada 1931. Ogółem odznaczenie to otrzymało 1346 osób.

## Opis odznaki
Odznaką Krzyża Zasługi Wojsk Litwy Środkowej jest krzyż typu kawalerskiego o wymiarach 43 x 43 mm wykonany z brązu. Na awersie na ramionach krzyża znajduje się napis Wilno – 9 X – 19 XI – 1920, w środku krzyża umieszczony jest wizerunek orła trzymający w szponach tarczę z herbem Litwy. Ramiona krzyża połączone obwódką o kształcie wieńca wawrzynowego. Na rewersie na poziomych ramionach krzyża jest napis Litwa – Środkowa, a na pionowych miecze obosieczne, w środku okrągła tarcza z wybitym numerem egzemplarza.
Krzyż zawieszony był na wstążce o szerokości 37 mm koloru ciemnozielonego z siedmioma żółto-czerwonymi podłużnymi paskami szerokości 2 mm, w odstępach co 3 mm.
Krzyż Zasługi Wojsk Litwy Środkowej był noszony po Krzyżu Zasługi, a przed Krzyżem na Śląskiej Wstędze Waleczności i Zasługi.